# Chvostek-Zeichen

Die Lage des Nervus facialis

Das Chvostek-Zeichen ist ein klinisches Zeichen für eine bestehende Nerven-Übererregbarkeit (Tetanie). Das Chvostek-Zeichen wird durch Beklopfen des Nervus-facialis-Stammes geprüft, 1–2 cm ventral des Ohrläppchens. Bei anschließender Kontraktion der Gesichtsmuskulatur ist das Chvostek-Zeichen positiv.
Die einfache Möglichkeit der Prüfung macht das Chvostek-Zeichen zu einer orientierenden Untersuchungsmethode bei Verdacht auf Hypokalzämie (Calciummangel), beispielsweise nach operativen Eingriffen an der Schilddrüse. Bei diesen Operationen besteht das Risiko einer Schädigung oder ungewollten Entfernung der Nebenschilddrüsen. Dadurch kann sich ein sogenannter Hypoparathyreoidismus ausbilden, der unter anderem mit einem Calciummangel einhergeht.
Benannt ist das Zeichen nach dem österreichischen Arzt Franz Chvostek (1835–1884).
Weitere klinische Zeichen bei Bestehen einer Tetanie sind das Trousseau-Zeichen und das Faustzeichen.